# Stade Roger-Zami
Le Stade Roger-Zami, également connu sous le nom de Stade municipal du Gosier, est un stade de football guadeloupéen situé dans la commune du Gosier, dans l'arrondissement de Pointe-à-Pitre.
Le stade, doté de 3 000 places et inauguré en 1985, sert d'enceinte à domicile pour les équipes de football de l'Association sportive Gosier et de l'Association sportive Dragon.

## Histoire
Situé dans le quartier de Montauban, dans le nord-ouest du Gosier, le stade porte le nom du boxeur Roger Zami, champion d'Europe de boxe anglaise et originaire du Gosier.
Le stade dispose de 150 places de parking.
Fin 2018, la municipalité envisage de réhabiliter le stade pour le rendre aux normes (réfection de la piste d’athlétisme, de la pelouse, ou encore du tunnel de secours pour les joueurs entre autres). Les travaux du stade durent durant tout le courant de l'année 2019.

## Événements
- 2009 : Finale de la Ligue Antilles 2008-09
- 2010 : Finale de la Ligue Antilles 2010 (zone Guadeloupe)

### Matchs internationaux de football
| Date         | Compétition  | Équipes                          | Affluence |
| ------------ | ------------ | -------------------------------- | --------- |
| 24 mars 2007 | Match amical | Guadeloupe 2-2 Trinité-et-Tobago | -         |
| 11 août 2018 | Match amical | Guadeloupe 1-1 Dominique         | -         |

## Galerie

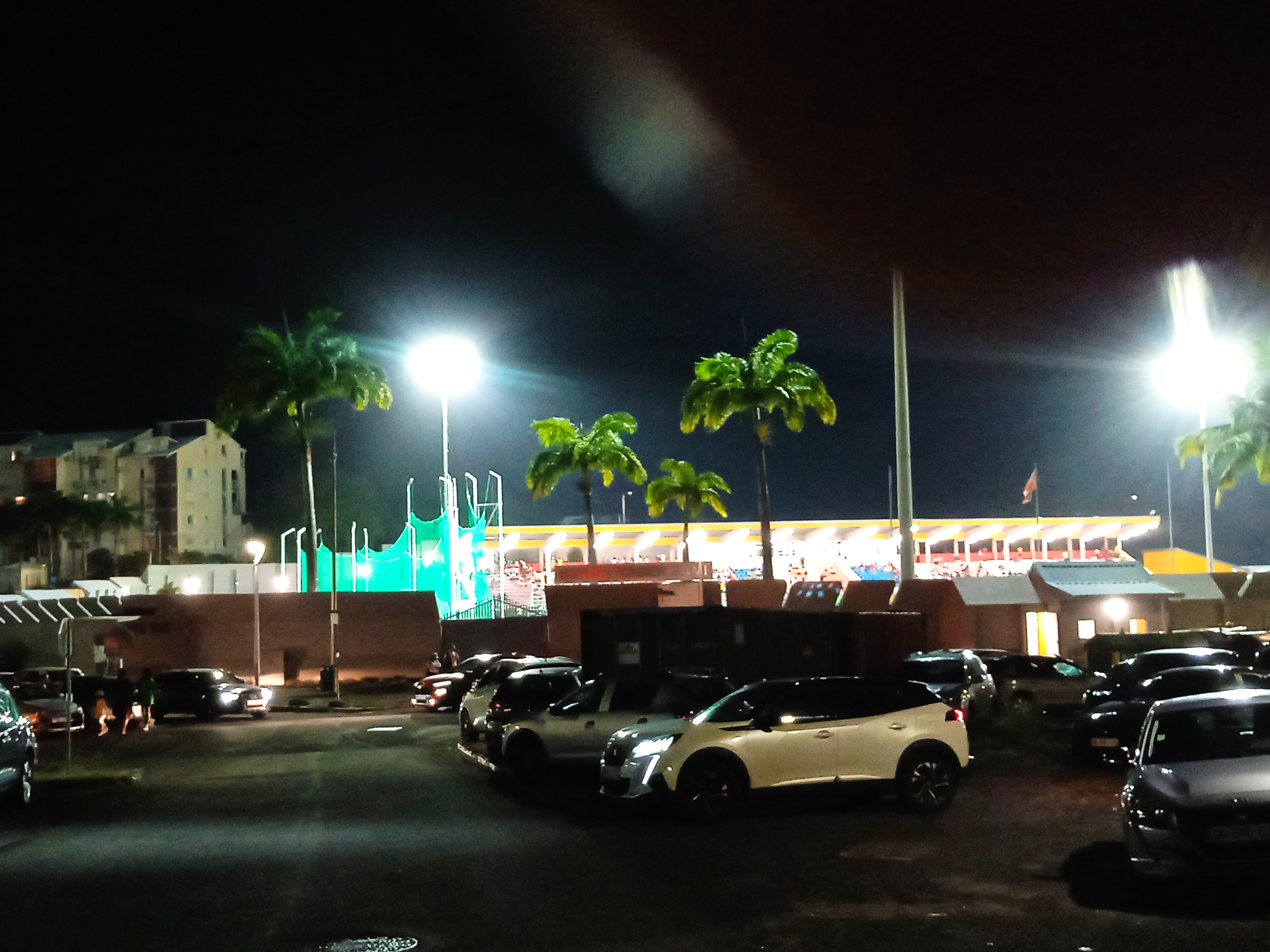
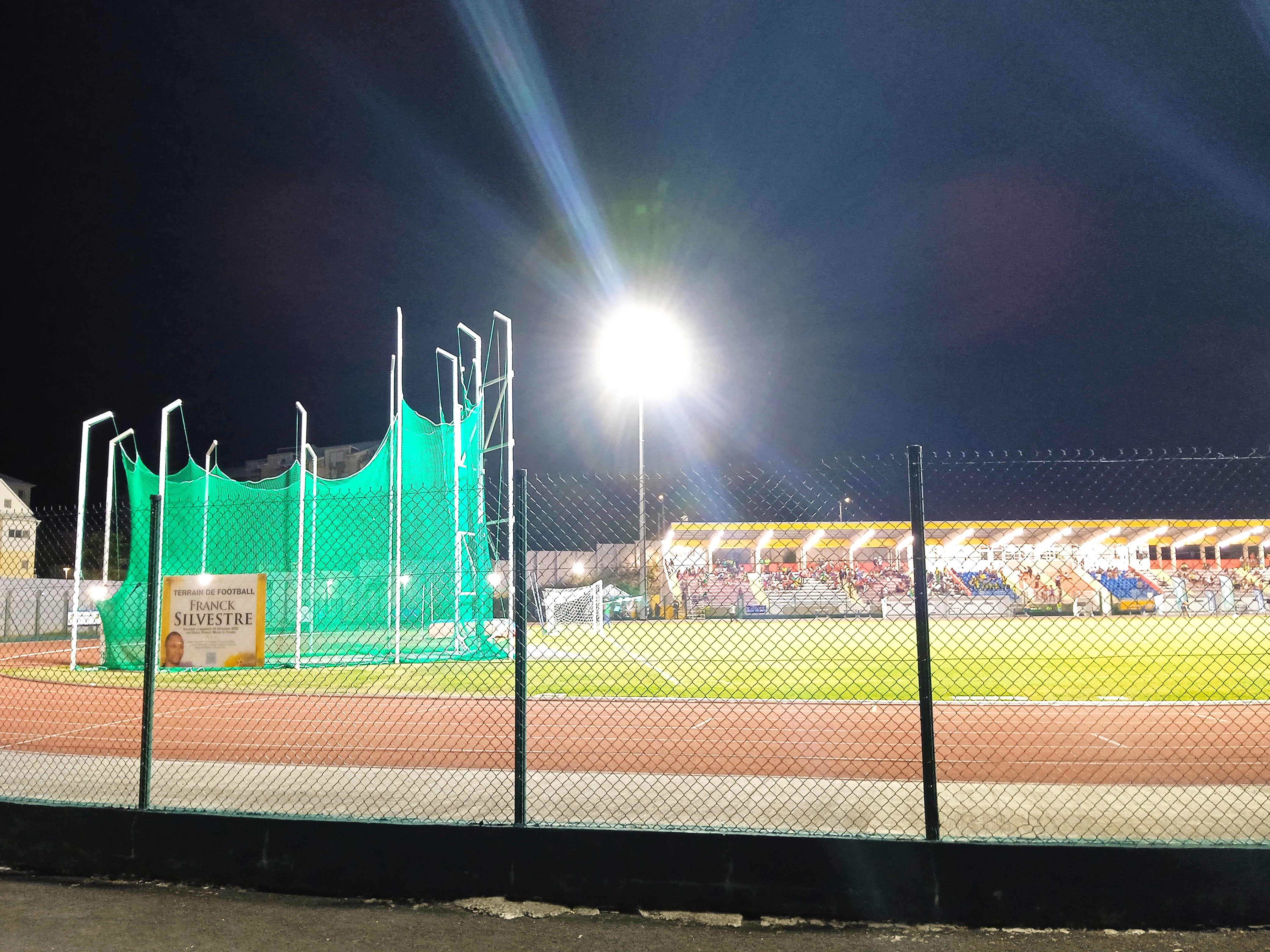
Stade Roger-Zami : le terrain de football Franck Silvestre.